# Roland Burkart
Roland Burkart (* 12. Februar 1950 in Wien) ist ein österreichischer Kommunikationswissenschaftler. Er lehrt seit 1997 als Professor am Institut für Publizistik- und Kommunikationswissenschaft der Universität Wien.

## Studium und wissenschaftlicher Werdegang
Nach der Matura in Wien studierte Burkart dort die Fächer Publizistik- und Kommunikationswissenschaft, Psychologie und Philosophie. 1975/1976 war er Studienassistent am Wiener Institut für Publizistik- und Kommunikationswissenschaft; 1976 promovierte er mit einer Arbeit über das Thema „Einstellungsänderung und Homöostase. Eine Überprüfung des Kongruenzmodells“ zum Dr. phil. Danach war er Universitätsassistent und Universitätslektor. Von 1981 bis 1986 war Burkart als Mittelbauvertreter Mitglied des Fakultätskollegiums der Grund- und integrativwissenschaftlichen Fakultät der Universität Wien. 1984 wurde er habilitiert; dadurch erhielt er die Venia legendi für das Fach Publizistik- und Kommunikationswissenschaft und den Titel Universitätsdozent. 1986 wurde er Assistenzprofessor, 1997 außerordentlicher Universitätsprofessor. Zuvor hatte er seit 1976 Lehrstuhlvertretungen und Gastdozenturen u. a. an den Universitäten Eichstätt, Klagenfurt, Innsbruck, Bern, Jyväskylä und Sofia wahrgenommen.

## Privates
Roland Burkart ist verheiratet und Vater zweier Kinder. Zu seinen Hobbys gehört das Fotografieren.

## Ehrungen
- 2003: Dr. h. c. Verleihung der Ehrendoktorwürde durch die Universität Sofia.
- 2010: Zu seinem 60. Geburtstag wurde Burkart mit einer Festschrift zum Thema „Verständigungsorientierte Öffentlichkeit“ geehrt. (Walter Hömberg, Daniela Hahn, Timon B. Schaffer (Hrsg.): Kommunikation und Verständigung. Theorie – Empirie – Praxis. Festschrift für Roland Burkart. 2., überarbeitete Auflage. Springer VS, Wiesbaden 2012, ISBN 978-3-531-94356-5.)
- 2012: Auszeichnung als bester Tagungsbeitrag für den gemeinsam mit Uta Rußmann gehaltenen Vortrag „Beeinflussung durch Verständigung? Die Diskursqualität von Presseaussendungen politischer Parteien in österreichischen Nationalratswahlkämpfen. Ein Langzeitvergleich 1970–2008“. (Vortrag auf der Jahrestagung 2012 der Fachgruppe „PR und Organisationskommunikation“ der Deutschen Gesellschaft für Publizistik- und Kommunikationswissenschaft vom 1. bis 3. November 2012 in München.)
- 2013: Auszeichnung mit dem UNIVIE Teaching Award 2013 für exzellente Lehre.

## Arbeitsschwerpunkte
Burkart befasst sich vor allem mit Kommunikationstheorie, Rezeptions- und Wirkungsforschung, Öffentlichkeitsarbeit/Public Relations (Verständigungsorientierte Öffentlichkeitsarbeit) und Politischer Kommunikation; dabei stehen Wahlkampfdiskurse im Zentrum.

## Aktuelle Forschung
- Professionelle Kommunikatoren in Europa. Universität Wien, abgerufen am 13. Oktober 2019.
- Qualität des öffentlichen politischen Diskurses in der österreichischen Wahlkampfkommunikation. Universität Wien, abgerufen am 13. Oktober 2019.

## Mitgliedschaften und Funktionen (Auswahl)
- Mitglied des Editorial Boards der Zeitschrift „The European Journal of Communication Research“.
- Mitglied der European Public Relations Education and Research Association (EUPRERA).*
- Mitglied der European Communication Research and Education Association (ECREA).
- Mitglied der Deutschen Gesellschaft für Publizistik- und Kommunikationswissenschaft (DGPuK).
- Mitglied der Österreichischen Gesellschaft für Publizistik- und Kommunikationswissenschaft (ÖGPuK).
- Mitglied der International Communication Association (ICA).
- Mitglied des wissenschaftlichen Beirates der Fritz Karmasin-Stiftung zur Förderung der empirischen Kommunikationsforschung am Institut für Publizistik- und Kommunikationswissenschaft der Universität Wien sowie Gutachter bei der Auswahl der Preisträger der Stiftung.
- Mitglied von und Gutachter für Berufungskommissionen und Habilitationsverfahren.
- Gründungsmitglied des Kommunikationsforums Sofia/Wien.
- Gutachter für den Schweizerischen Nationalfonds.
- Vorsitzender der Prüfungskommission am Institut für Kommunikation, Marketing und Sales an der Fachhochschule Wien.

## Publikationen (Auswahl)
- Kommunikationswissenschaft. Grundlagen und Problemfelder. Umrisse einer interdisziplinären Sozialwissenschaft. 5. veränderte Neuauflage. Wien: Böhlau 2019. Erschienen auch bei UTB, ISBN 978-3-8252-5058-4 und bei Veritas in Velico Tarnovo als Übersetzung ins Bulgarische.
- Roland Burkart und Walter Hömberg (Hrsg.): Kommunikationstheorien. Ein Textbuch zur Einführung. 7., durchgesehene und aktualisierte Auflage. (= Studienbücher zur Publizistik- und Kommunikationswissenschaft, Band 8.) Wien: new academic press 2014 (die Auflagen 1 bis 5 erschienen im Verlag Braumüller, Wien.)
- Burkart, Roland, Götzenbrucker, Gerit und Stalzer, Lieselotte: Umweltkommunikation. In: Buchinger, Eva et al.: Lebensqualität und Umwelthandeln: Konsens und Konflikt im Alltag einer Kulturlandschaft. Eine Untersuchung im Rahmen des Forschungsschwerpunktes „Kulturlandschaft“ des Bundesministeriums für Wissenschaft und Verkehr. Ein Report des österreichischen Forschungszentrums Seibersdorf, Wien 1999, Band 2, S. 282–348.
- Verständigungsorientierte Öffentlichkeitsarbeit. Acht Gebote für einen konstruktiven Dialog mit den Bürgern. Thesenpapier für die Tagungsunterlagen des ÖWAV-Symposiums „Konfliktkommunikation – Dialog zwischen Projektplanern und Betroffenen“ am 5. Oktober 1994 in Wien. Veranstaltet vom Österreichischen Wasser- und Abfallwirtschaftsverband (ÖWAV), gemeinsam mit dem Bundesministerium für Umwelt, Jugend und Familie und dem Institut für Publizistik- und Kommunikationswissenschaft der Universität Wien (1994).
- Public Relations als Konfliktmanagement. Ein Konzept für verständigungsorientierte Öffentlichkeitsarbeit. Untersucht am Beispiel der Planung von Sonderabfalldeponien in Niederösterreich. Studienreihe Konfliktforschung, Band 7. Wien: Braumüller 1993.
- Burkart, Roland (Hrsg.): Wirkungen der Massenkommunikation. Theoretische Ansätze und empirische Ergebnisse. Studienbücher zur Publizistik- und Kommunikationswissenschaft, Band 5. 3. Auflage. Wien: Braumüller 1992.
- Burkart, Roland und Fritz, Angela: Informationsvermittlung im Wahlkampf. Das Kommunikationsverhalten der Österreicher im Nationalratswahlkampf 1986 am Beispiel der grün-alternativen Bewegung. Beiträge zur Kommunikationswissenschaft, Band 7. Wien: Literas 1988.
- Das Konrad Lorenz-Volksbegehren in der Tagespresse Österreichs. Eine inhaltsanalytische Untersuchung. Ein Forschungsprojekt, durchgeführt mit Unterstützung der Hochschuljubiläumsstiftung der Stadt Wien. Beiträge zur Kommunikationswissenschaft, Band 3. Wien: Literas 1985.
- Politikerdiskussionen im Fernsehen. Eine Rezeptionsanalyse der TV-Diskussion zwischen Bruno Kreisky und Alois Mock aus Anlass der Nationalratswahlen 1983. Beiträge zur Kommunikationswissenschaft, Band 1. Wien: Literas 1983.
- Burkart, Roland, und Vogt, Ulrich: Richten nach Nachrichten? Eine Rezeptionsanalyse von TV-Nachrichten. Im Auftrag des Bundesministeriums für Wissenschaft und Forschung. Schriftenreihe für angewandte Kommunikationsforschung, Band 5. Wien 1982, 2. Auflage 1983.
- Burkart, Roland, und Vogt Ulrich: Inhalt – Image – Inserate. Zur PR-Qualität der „a3 volt“-Berichterstattung. Forschungsbericht des Instituts für Publizistik- und Kommunikationswissenschaft. Wien 1982.
- Die individuelle Nutzung von politischen TV-Magazinen. ORF-Berichte zur Medienforschung. Band 3. Wien 1980.
- Burkart, Roland, Gottschlich, Maximilian, Semrau, Eugen und Vogt, Ulrich: Bedarfsorientierung als Kommunikationsprinzip. Journalismus und Mediennutzung am Beispiel „Niederösterreichische Nachrichten / Kremser Zeitung“. Forschungsbericht des Instituts für Publizistik und Kommunikationswissenschaft. Wien 1978.